# Сысоново
Сысоново — деревня в Старорусском муниципальном районе Новгородской области, с весны 2010 года относится к Великосельскому сельскому поселению. На 1 января 2011 года постоянное население деревни — 5 жителей, число хозяйств — 2.
Деревня расположена на реке Коростовка, в девяти километрах к северу от деревни Астрилово.
Неподалёку, в 1,2 км к северу, у реки Белка расположена ещё одна деревня — Пашниково.
До весны 2010 года входила в ныне упразднённое Астриловское сельское поселение.

## Население
| 2010 | 2011 | 2012 | 2013 |
| ---- | ---- | ---- | ---- |
| 5    | →5   | ↘4   | ↗5   |

## Транспорт
Ближайшая железнодорожная станция расположена в Тулебле. Деревня расположена у автомобильной дороги. Есть прямое беспересадочное пассажирское автобусное сообщение с административным центром муниципального района — городом Старая Русса (маршрут № 138, Старая Русса — Селькава).